# Casa Samuel L. Smith
La Casa Samuel L. Smith está ubicada en 5035 Woodward Avenue en Midtown Detroit, Míchigan. También se conocía como el Anexo de la Escuela. Fue incluido en el Registro Nacional de Lugares Históricos en 1986.

## Historia

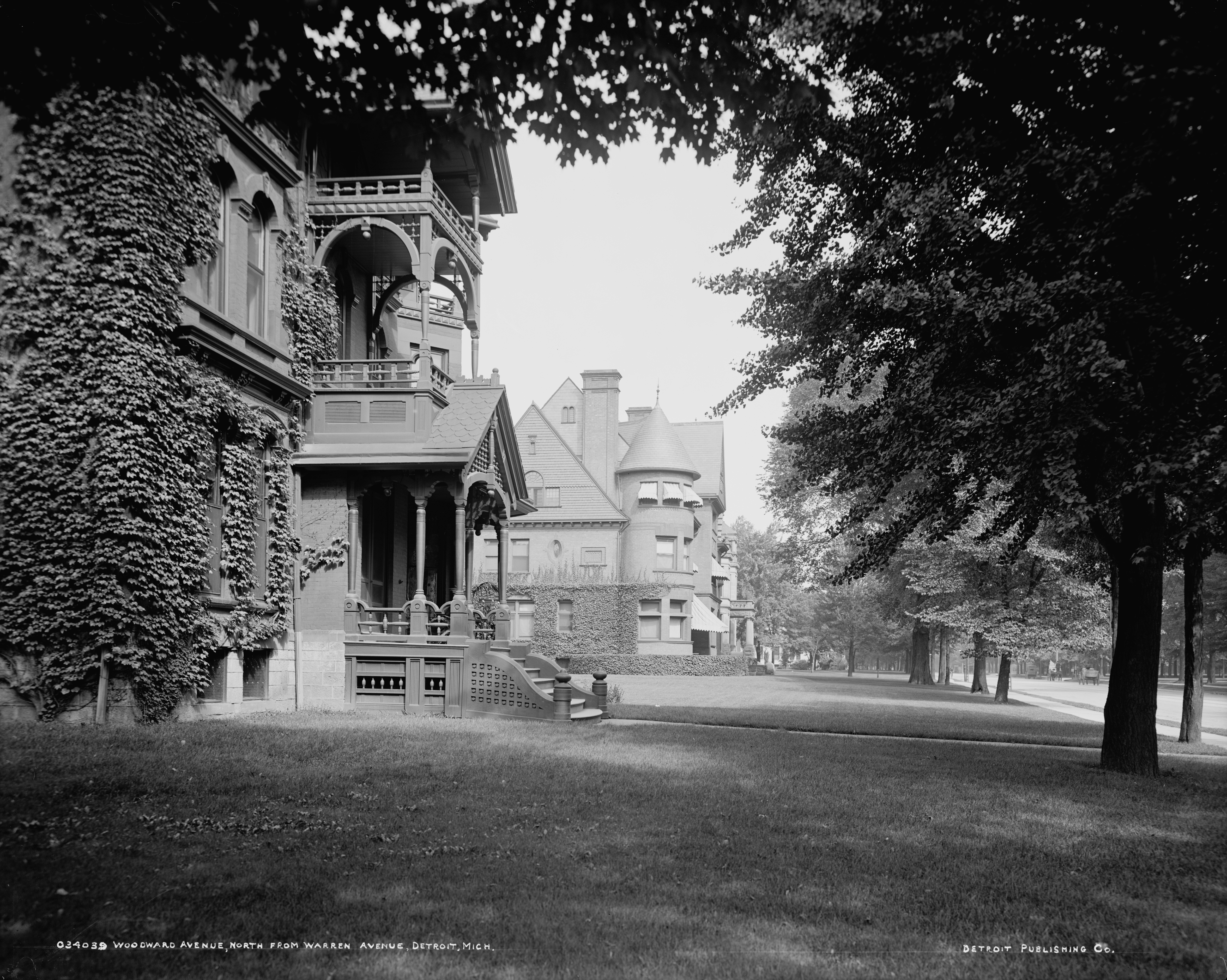
La casa de Samuel Smith (en el medio) c. 1900, mirando al norte desde la esquina de Woodward y Warren

Esta casa fue construida en 1889 por 17.000 dólares, para William C. Williams por el estudio de arquitectura de Rogers and MacFarlane en lo que entonces era un vecindario tranquilo en las afueras de Detroit. Williams fue un hombre de negocios que jugó un papel decisivo en la organización de la Facultad de Medicina de Detroit, que más tarde se incorporó a la Universidad Estatal Wayne (WSU).
Al año siguiente, Williams vendió la casa a su residente más famoso, Samuel L. Smith. Smith se enriqueció mediante empresas madereras, navieras, mineras y ferroviarias. En particular, sus inversiones en Calumet y Hecla Mining Company fueron muy provechosas. A finales de la década de 1890, financió la Olds Motor Works (futura Oldsmobile).
Smith vivió en la casa durante 27 años, después de lo cual fue comprada por el Conservatorio de Música de Detroit. Unos años más tarde, el Conservatorio construyó una adición trasera de dos pisos que conectaba la casa principal con la cochera original. En 1927 se construyó en el lote contiguo el Maccabees Building, que desde entonces domina su entorno.
En 1960, la Universidad Estatal Wayne compró el edificio para que sirviera como hogar para WDET y la Oficina del Centro de Tecnología Educativa de WSU. En 1979, las Escuelas Públicas de Detroit lo compraron y lo usaron hasta 2003 cuando WSU lo recompró.

## Descripción
La Casa Samuel L. Smith es un edificio estilo Reina Ana de tres pisos, con frontones cruzados, con elementos neorrománicos y neorrenacentistas. La casa es de planta cuadrada y está construida en ladrillo rojo que desde entonces ha sido pintado de gris claro. Una torre de esquina redonda está en un lado de la fachada, equilibrada por un arco de entrada frontal románico. Un ventanal se encuentra sobre la entrada principal. 
Los hastiales están decorados con ventanas, lucernarios y otros diseños. El extremo del hastial del frente central contiene motivos de botín y una ventana de estilo colonial, el hastial sur contiene una ventana de Palladio y el hastial norte una gran ventana colonial con una lumbrera.
El interior contiene revestimientos y molduras de roble, y muchas chimeneas en todo el edificio. Una ventana de vidrio emplomado en la pared norte contiene el escudo de armas y las iniciales de William C. Williams. Una adición trasera de dos pisos, que data aproximadamente de 1920, conecta la casa principal con la cochera original de dos pisos, de ladrillo rojo y a dos aguas.